# Victor Kristiansen
Victor Kristiansen (Koppenhága, 2002. december 16. –) dán válogatott labdarúgó, az angol Leicester City hátvédje.

## Pályafutása

### Klubcsapatokban
Kristiansen Dánia fővárosában, Koppenhágában született. Az ifjúsági pályafutását a helyi København akadémiájánál kezdte.
2021-ben mutatkozott be a København első osztályban szereplő felnőtt keretében. 2023. január 20-án 5½ éves szerződést kötött az angol első osztályban érdekelt Leicester City együttesével. Először a 2023. február 4-ei, Aston Villa ellen 4–2-re megnyert mérkőzésen lépett pályára.

### A válogatottban
Kristiansen a U16-os, az U17-es, az U18-as és az U21-es korosztályú válogatottakban is képviselte Dániát.
2023-ban debütált a felnőtt válogatottban. Először a 2023. június 19-ei, Szlovénia ellen 1–1-es döntetlennel zárult mérkőzés 84. percében, Jens Stryger Larsent váltva lépett pályára.

## Statisztikák
2023. május 8. szerint
| Klub           | Szezon   | Osztály          | Bajnokság | Bajnokság | Kupa  | Kupa | Nemzetközi | Nemzetközi | Összesen | Összesen |
| Klub           | Szezon   | Osztály          | Meccs     | Gól       | Meccs | Gól  | Meccs      | Gól        | Meccs    | Gól      |
| -------------- | -------- | ---------------- | --------- | --------- | ----- | ---- | ---------- | ---------- | -------- | -------- |
| København      | 2020–21  | Danish Superliga | 15        | 0         | 1     | 0    | —          | —          | 16       | 0        |
| København      | 2021–22  | Danish Superliga | 21        | 0         | 1     | 0    | 11         | 0          | 33       | 0        |
| København      | 2022–23  | Danish Superliga | 15        | 1         | 1     | 0    | 8          | 0          | 24       | 1        |
| København      | Összesen | Összesen         | 51        | 1         | 3     | 0    | 19         | 0          | 73       | 1        |
| Leicester City | 2022–23  | Premier League   | 12        | 0         | 2     | 0    | —          | —          | 14       | 0        |
| Összesen       | Összesen | Összesen         | 63        | 1         | 5     | 0    | 19         | 0          | 87       | 1        |

### A válogatottban
| Válogatott | Év       | Pályára lépés | Gól |
| ---------- | -------- | ------------- | --- |
| Dánia      | 2023     | 1             | 0   |
| Összesen   | Összesen | 1             | 0   |

## Sikerei, díjai
København
- Danish Superliga
  - Bajnok (1): 2021–22